# Keith Hicks
Keith Hicks (sinh ngày 9 tháng 8 năm 1954 in Oldham, Lancashire) là một cựu cầu thủ bóng đá người Anh từng thi đấu ở vị trí trung vệ. Ông có 475 lần ra sân ở Football League trong các thập niên 1970 và 1980 cho Oldham Athletic, Hereford United và Rochdale, trước khi chuyển sang bóng đá non-league cùng với Hyde United, Mossley, bao gồm một thời gian làm cầu thủ-huấn luyện viên, và Radcliffe Borough.
Hiện tại ông là nhân viên trong Cộng đồng bóng đá tại Rochdale.